# Alternanthera lanceolata
Alternanthera lanceolata är en amarantväxtart som först beskrevs av George Bentham, och fick sitt nu gällande namn av Schinz. Alternanthera lanceolata ingår i släktet alternanter, och familjen amarantväxter. Inga underarter finns listade i Catalogue of Life.